# Ruża Ignatowa
Ruża Płamenowa Ignatowa, Ruja Ignatova (bułg. Ружа Пламенова Игнатова; ur. 30 maja 1980 w Ruse) – niemiecka przedsiębiorczyni bułgarskiego pochodzenia oskarżona o oszustwo i wyłudzenie 4 miliardów dolarów od inwestorów, założycielka firmy OneCoin, 527. osoba dodana do listy 10 Najbardziej Poszukiwanych Zbiegów FBI.

## Młodość i wykształcenie
Urodziła się 30 maja 1980 w Bułgarii, w mieście Ruse. Wraz z rodziną wyemigrowała do Badenii-Wirtembergii w Niemczech, gdy miała 10 lat i zmieniła obywatelstwo na niemieckie (według danych Europolu w 2022 roku było to jej jedyne obywatelstwo). Studiowała na Uniwersytecie Oksfordzkim i otrzymała tytuł doktora prawa prywatnego międzynarodowego na Uniwersytecie w Konstancji. Doświadczenie zawodowe zdobywała w firmie McKinsey & Company.

## Kontrowersje wokół One Coin
Około 2014 roku wraz z partnerem założyła w Bułgarii firmę OneCoin Ltd, którą reklamowała jako kryptowalutę i zabójcę Bitcoina.
Federalne Biuro Śledcze podejrzewa, że Ruża Ignatowa podawała fałszywe informacje na temat swojego przedsięwzięcia w celu przyciągnięcia inwestorów. Miała stosować taktykę marketingu wielopoziomowego, skłaniając inwestorów do sprzedaży dodatkowych pakietów rodzinie i przyjaciołom. W wątpliwość podane zostało, czy One Coin można określić jako kryptowalutę, gdyż nie była wydobywana w sposób tradycyjny dla kryptowalut. Firma miała prywatny Blockchain w przeciwieństwie do innych wirtualnych walut, których blockchain jest zdecentralizowany i publiczny. Dlatego inwestorzy byli proszeni o zaufanie firmie.
Agenci FBI oświadczyli, że One Coin był bezwartościowy i nie był chroniony technologią blockchain tak jak inne kryptowaluty, a prokuratorzy federalni nazwali go schematem Ponziego udającym kryptowalutę. Śledczy podejrzewają, że o wartości OneCoin miała decydować firma, a nie popyt rynkowy. Agent specjalny prowadzący dochodzenie w jej sprawie uważa, że grupą docelową były dla niej osoby nierozumiejące w wystarczającym stopniu funkcjonowania kryptowalut. Śledzczy szacują, że mogła oszukać ludzi, wyłudzając od nich 4 miliardy dolarów. Mimo wątpliwości co do natury jej przedsięwzięcia, media nadały Ruży Ignatowej przydomek Królowa kryptowalut.

## Oskarżenie i postępowanie
12 października 2017 roku została oskarżona w Sądzie Okręgowym Stanów Zjednoczonych w Południoym Okręgu Nowego Jorku i wydano federalny nakaz jej aresztowania. 25 października wyjechała z Sofii do Aten w Grecji i od tego czasu jej miejsce pobytu pozostaje nieznane. 6 lutego 2018 roku wydano zastępujący akt oskarżenia, w którym postawiono Ignatowej następujące zarzuty: spisku w celu popełnienia oszustwa związanego z przelewami bankowymi, dokonania oszustwa związanego z przelewami bankowymi, spisku mającego na celu pranie brudnych pieniędzy, spisku mającego na celu popełnienie oszustwa związanego z papierami wartościowymi oraz dokonania oszustwa związanego z papierami wartościowymi.
Jest oskarżona o stworzenie piramidy finansowej reklamowanej jako kryptowaluta OneCoin i ścigana w wielu krajach. Miała kierować oszustwem na światową skalę, które dotknęło miliony inwestorów. Od końca 2017 roku miejsce jej pobytu jest nieznane.
W maju 2022 roku została dodana do listy najbardziej poszukiwanych zbiegów Europolu. 20 czerwca została też dodana do listy 10 Najbardziej Poszukiwanych Zbiegów FBI. Jest 527. osobą, która znalazła się na liście.